# Charles E. Mace
Charles E. Mace byl americký fotograf. Fotografoval hodně v amerických internačních táborech, jako byly například Granada Relocation Center, Central Utah Relocation Center (Topaz, Utah) nebo Heart Mountain Relocation Center (Heart Mountain, Wyoming). Na pořizování obrazové dokumentace ze života lidí v internačních táborech se podílela řada významných fotografů, jako například Dorothea Lange, Hikaru Iwasaki, Clem Albers, Tom Parker nebo Charles E. Mace.

## Život a dílo
V roce 1942 pracoval pro společnost War Relocation Authority, což byl orgán odpovědný za internaci a stěhování japonských Američanů během druhé světové války. Většina jeho tvorby z let 1942-1943 se soustředila na japonské Američany a Japonce, kteří byli umístěni v deseti stálých táborech, včetně Tule Lake, Poston, Topaz, Gila River a Minidoka.
Některé jeho negativy jsou spravovány v archivu National Archives and Records Administration, spadají do kategorie public domain a jsou k dispozici na úložišti obrázků Wikimedia Commons.

## Galerie

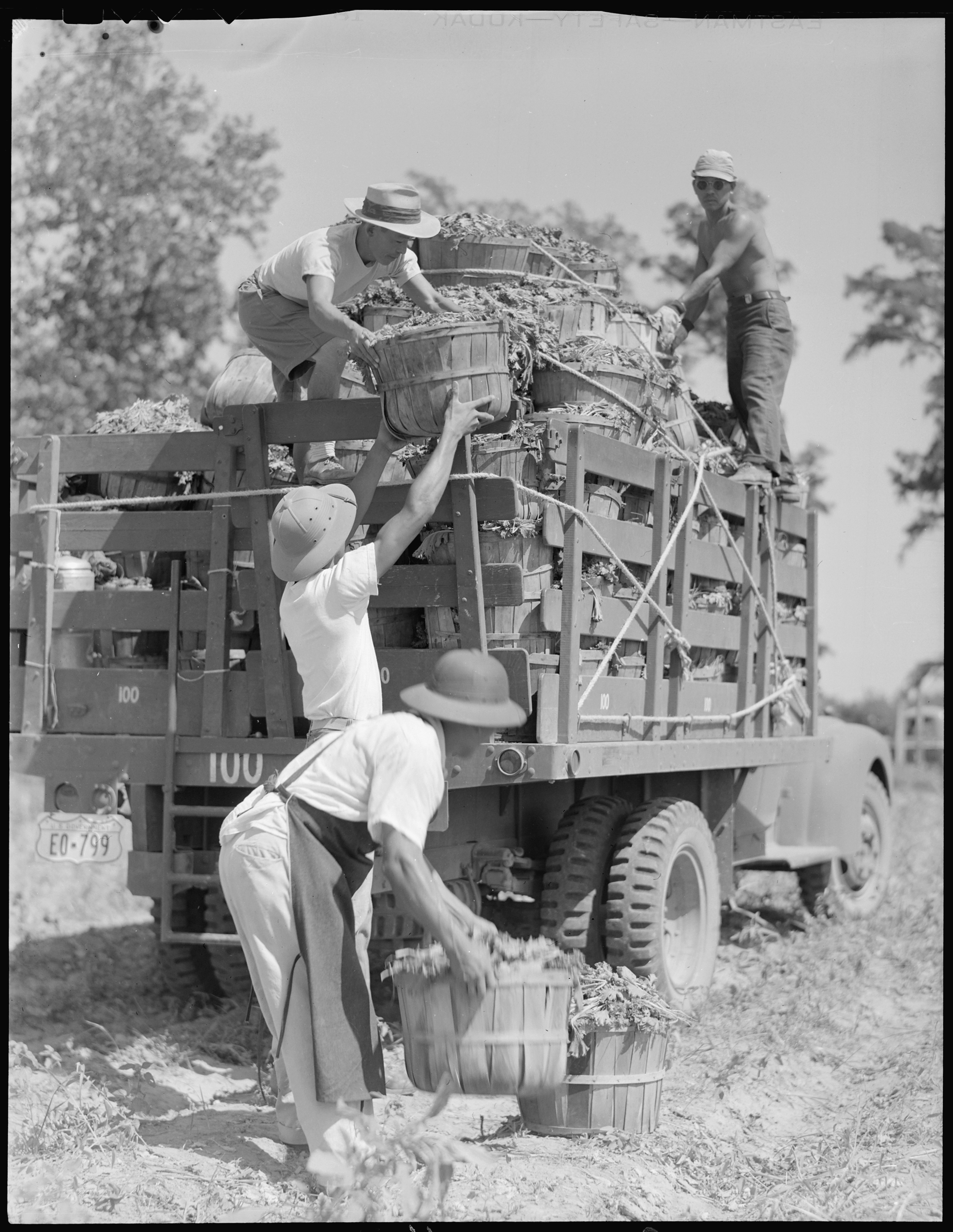
Rohwer Relocation Center, McGehee, Arkansas
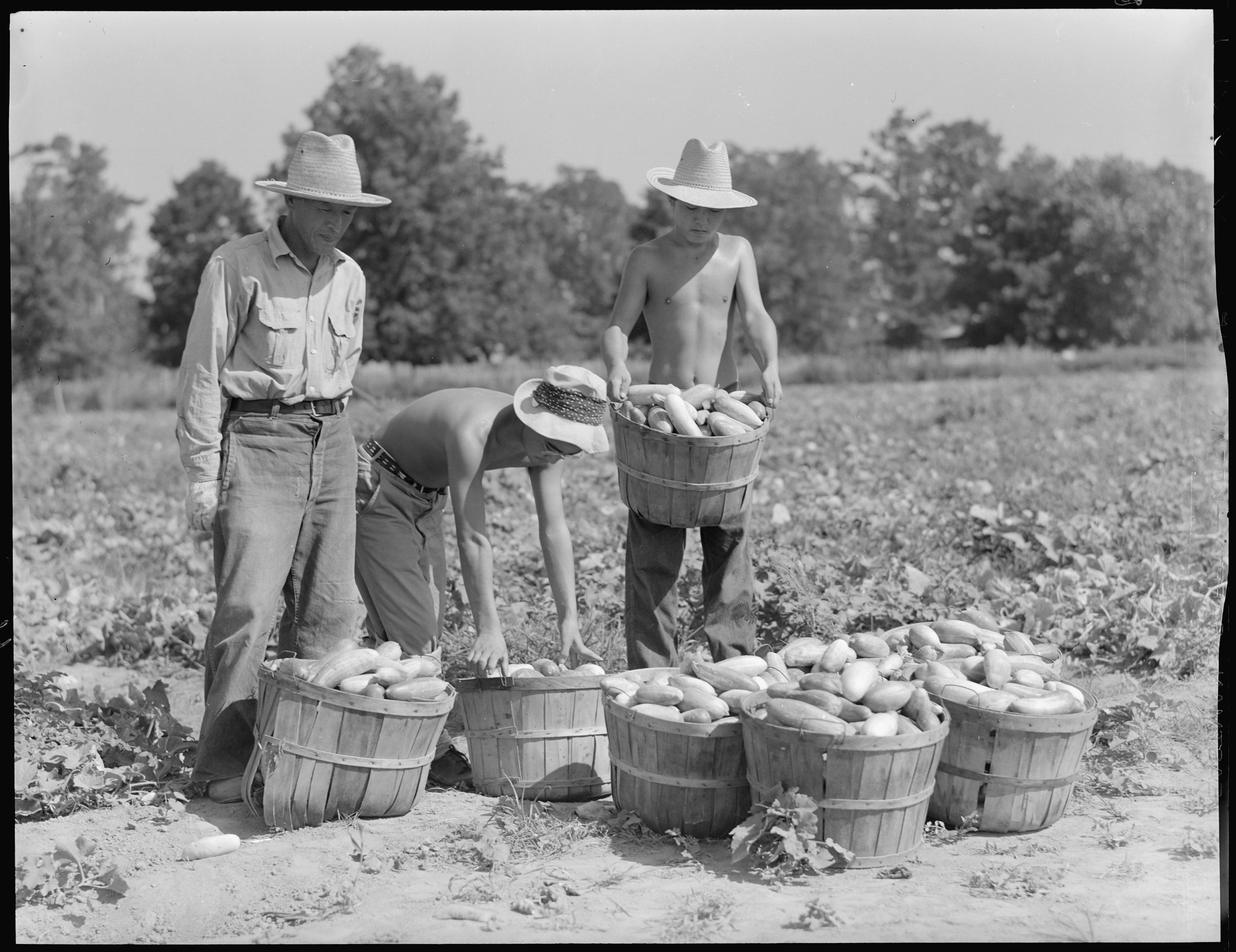
Rohwer Relocation Center, McGehee, Arkansas
Second Lieutenant George E. Stone
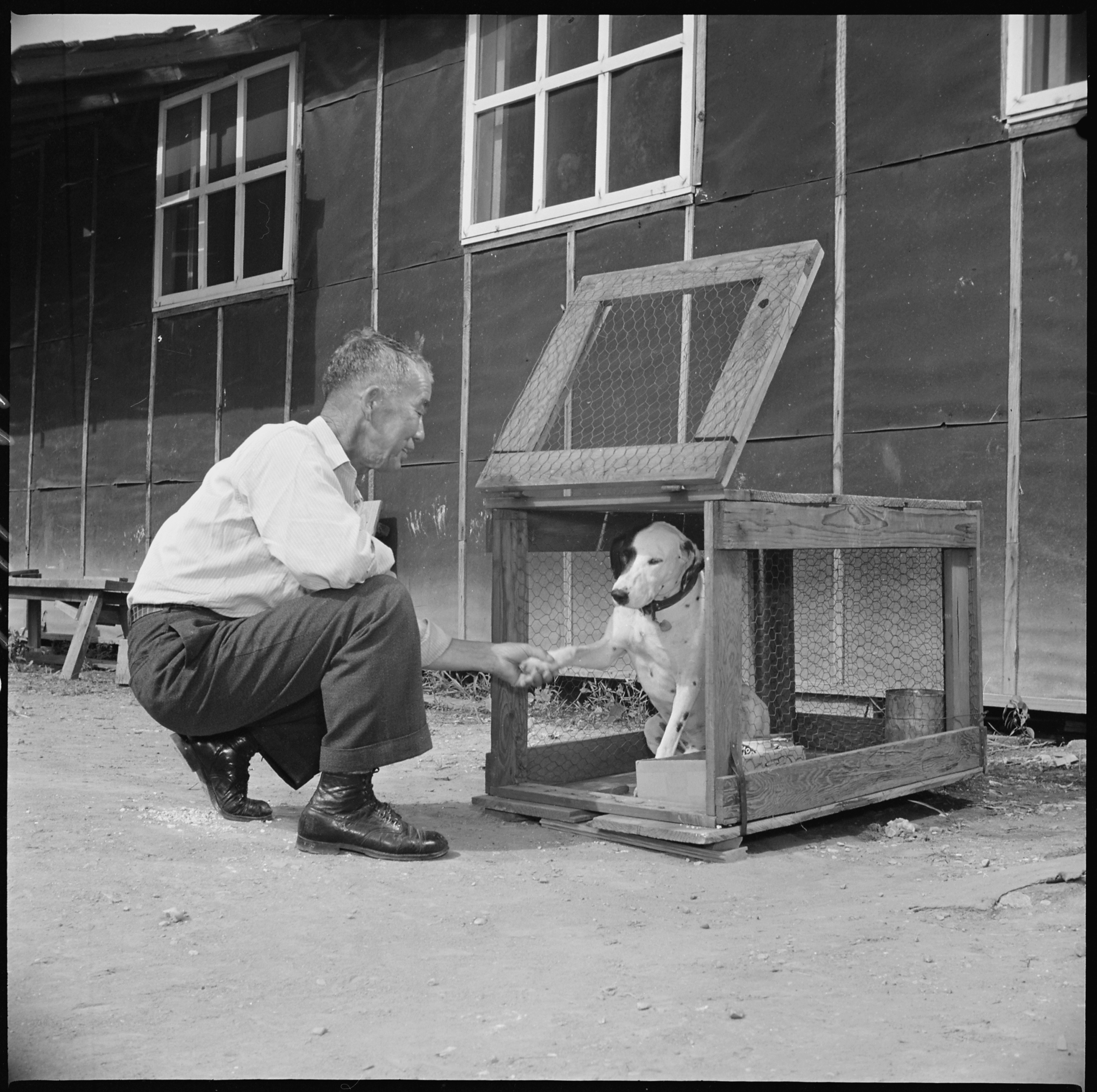
Zavírání Jerome Relocation Center, Denson, Arkansas
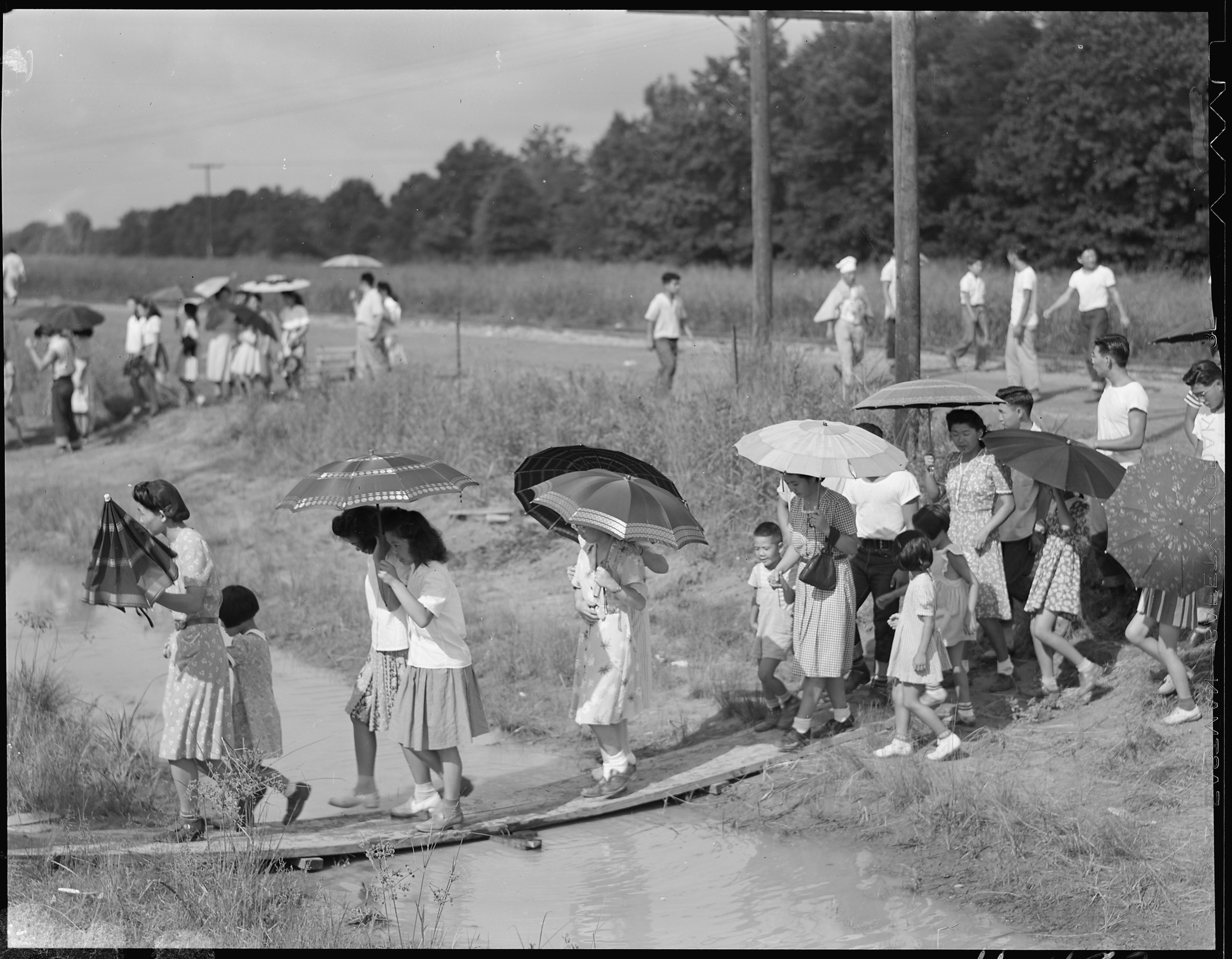
Zavírání Jerome Relocation Center, Denson, Arkansas
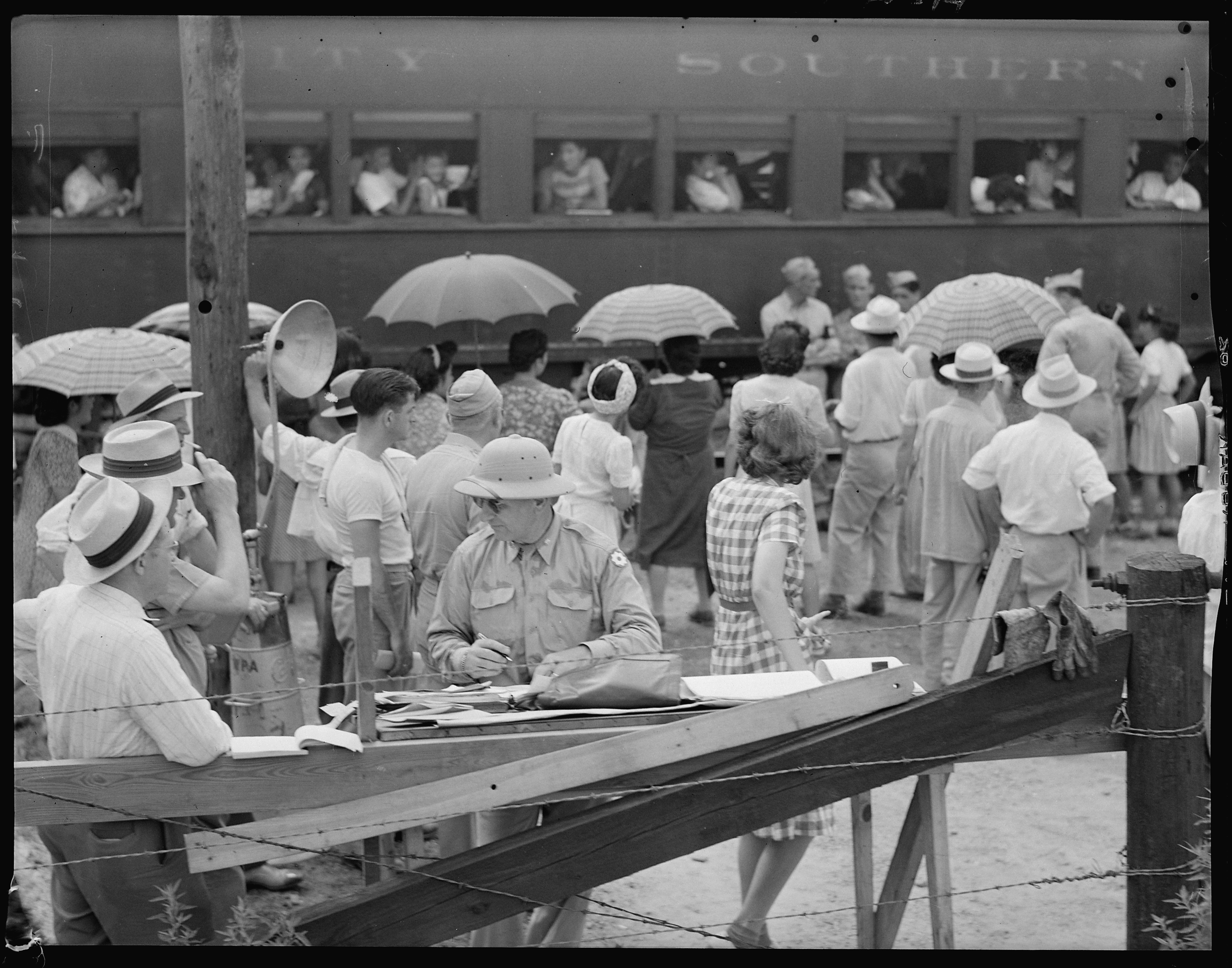
Zavírání Jerome Relocation Center, Denson, Arkansas
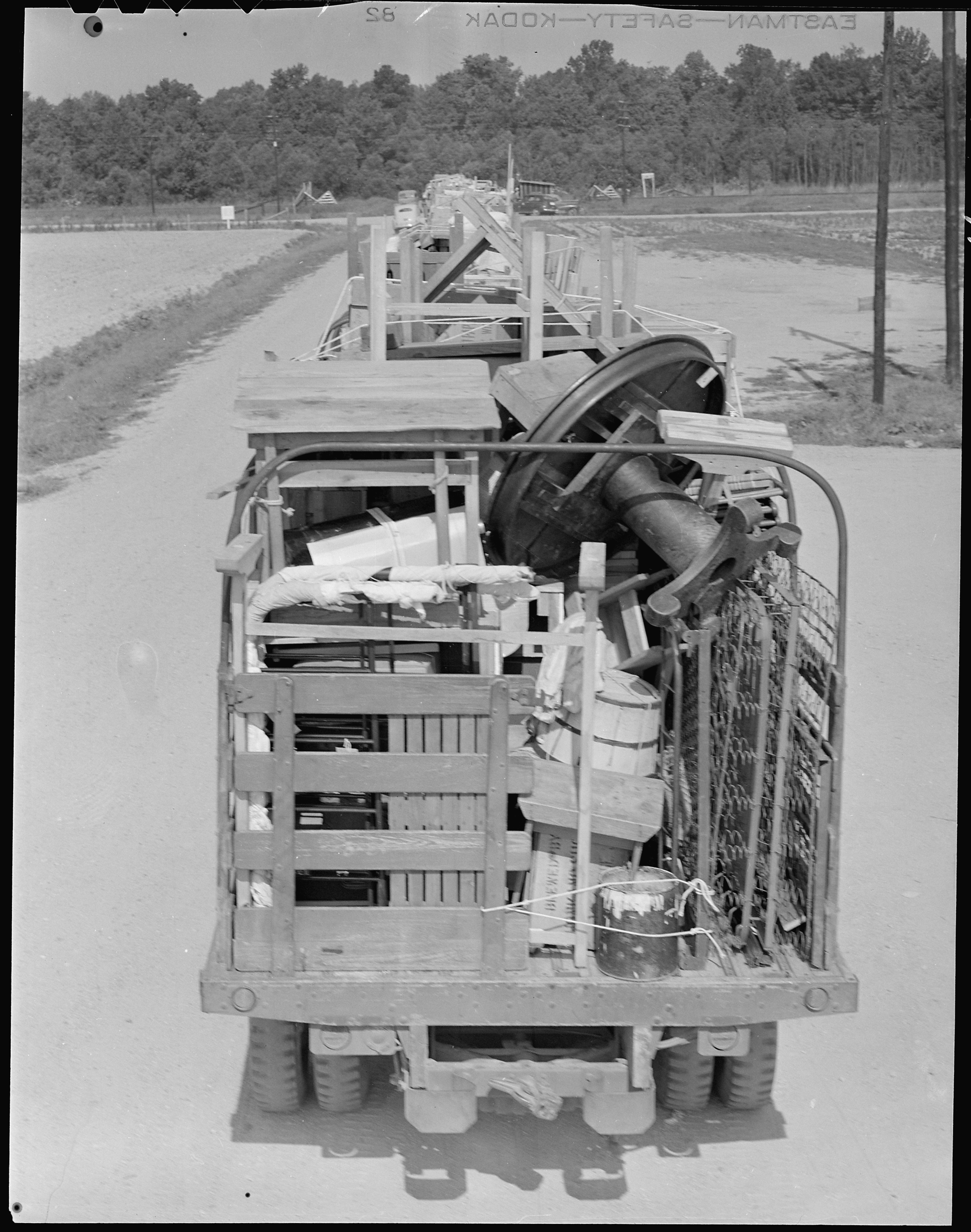
Zavírání Jerome Relocation Center, Denson, Arkansas
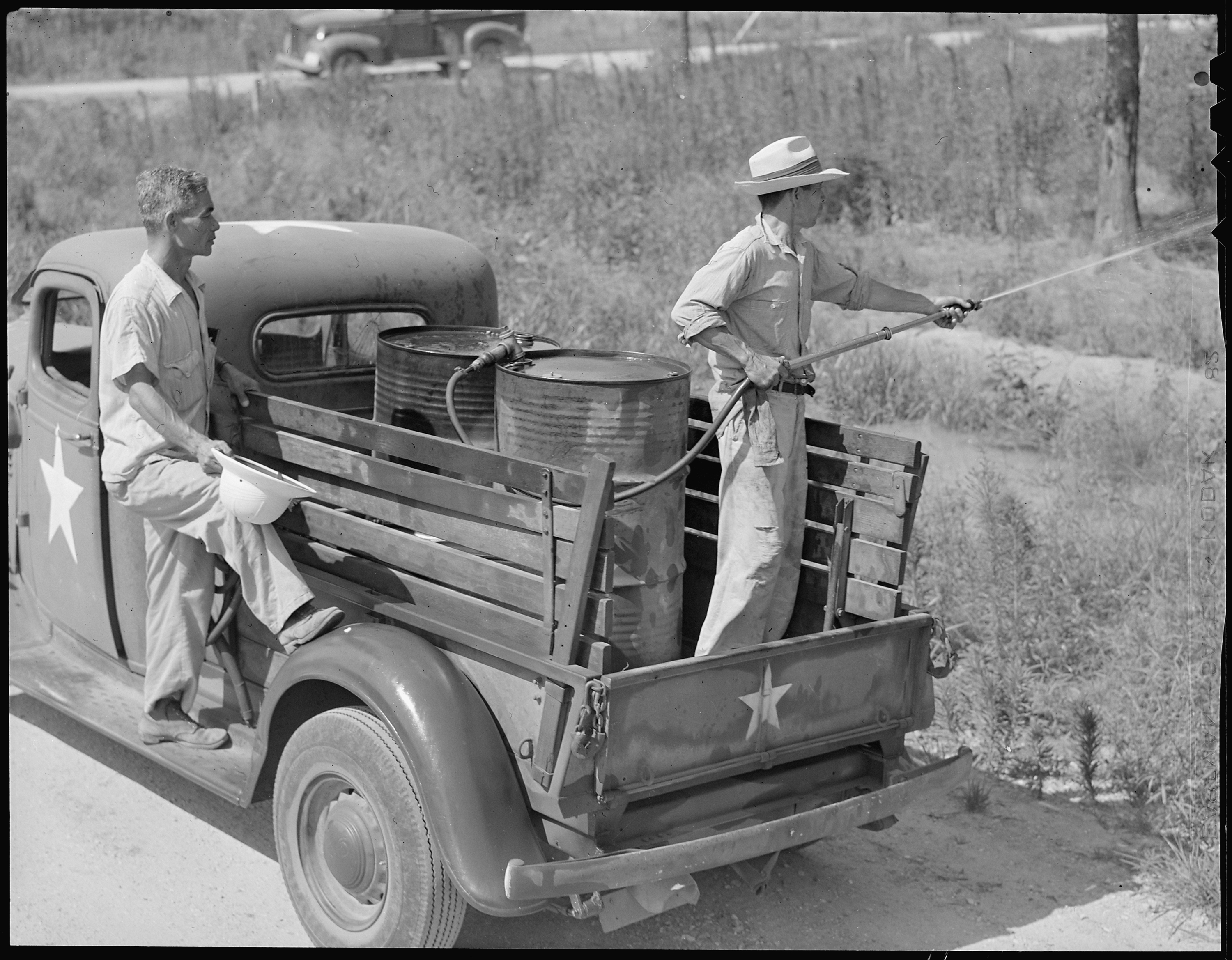
Zavírání Jerome Relocation Center, Denson, Arkansas
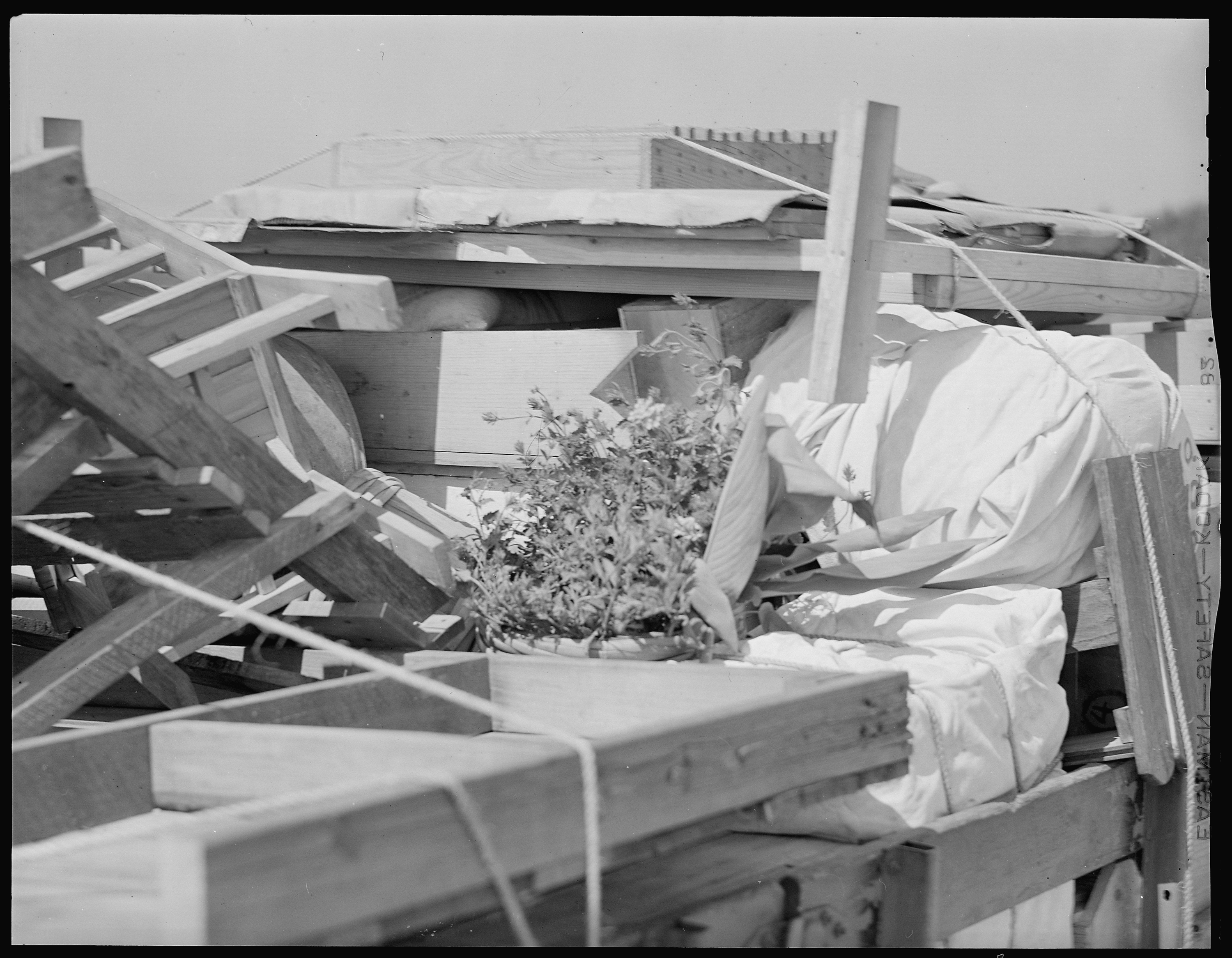
Zavírání Jerome Relocation Center, Denson, Arkansas
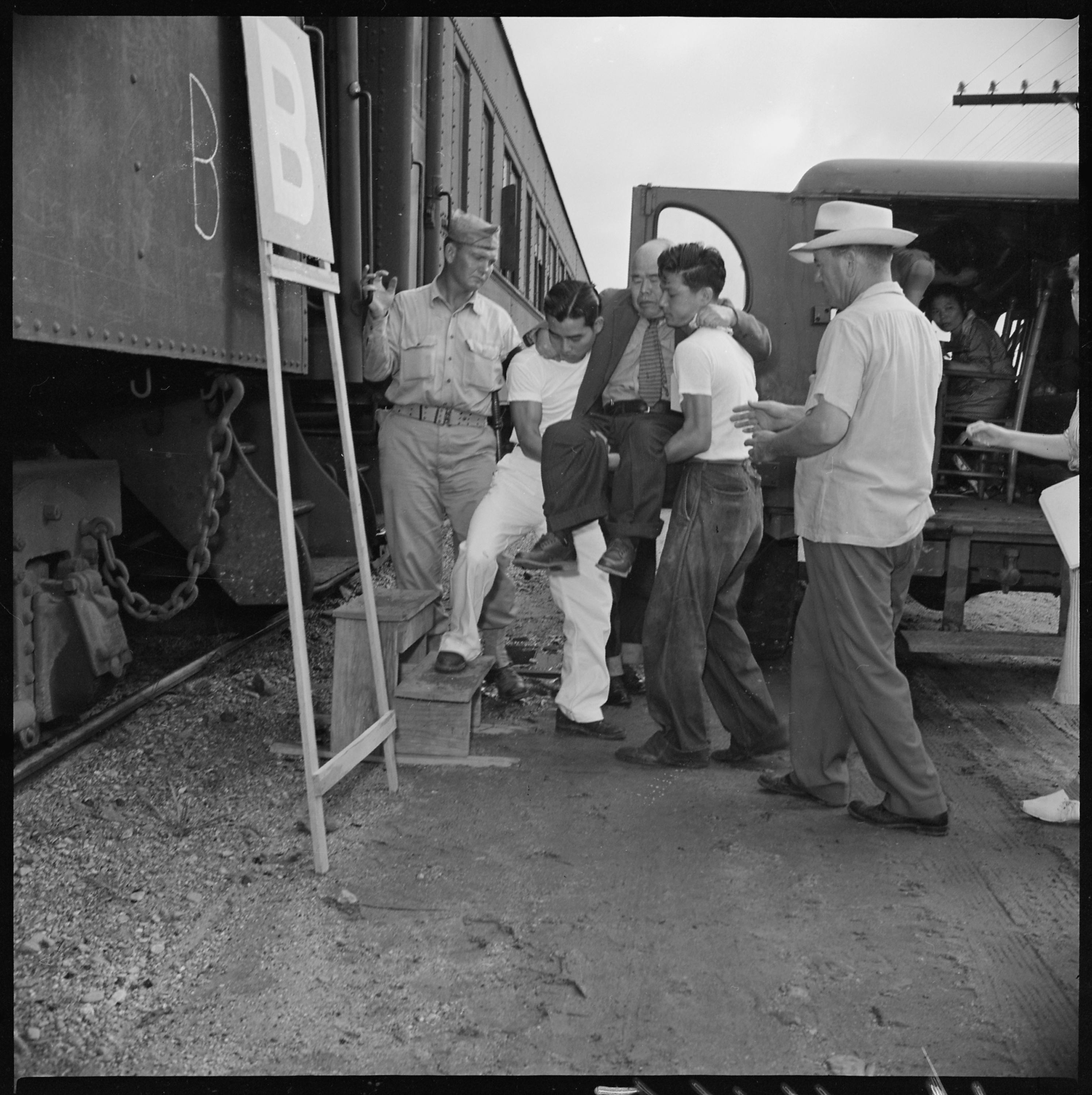
Zavírání Jerome Relocation Center, Denson, Arkansas
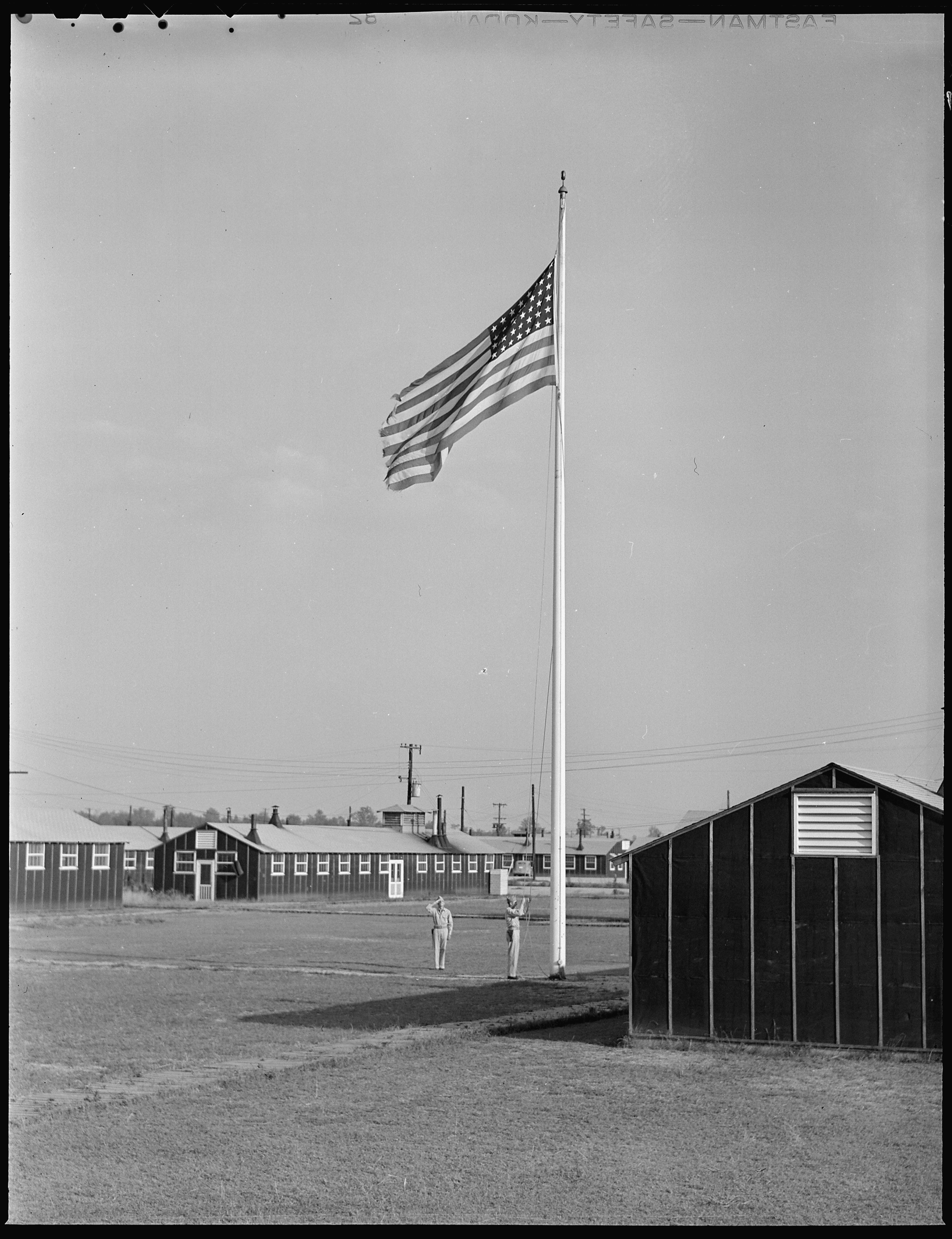
Zavírání Jerome Relocation Center, Denson, Arkansas
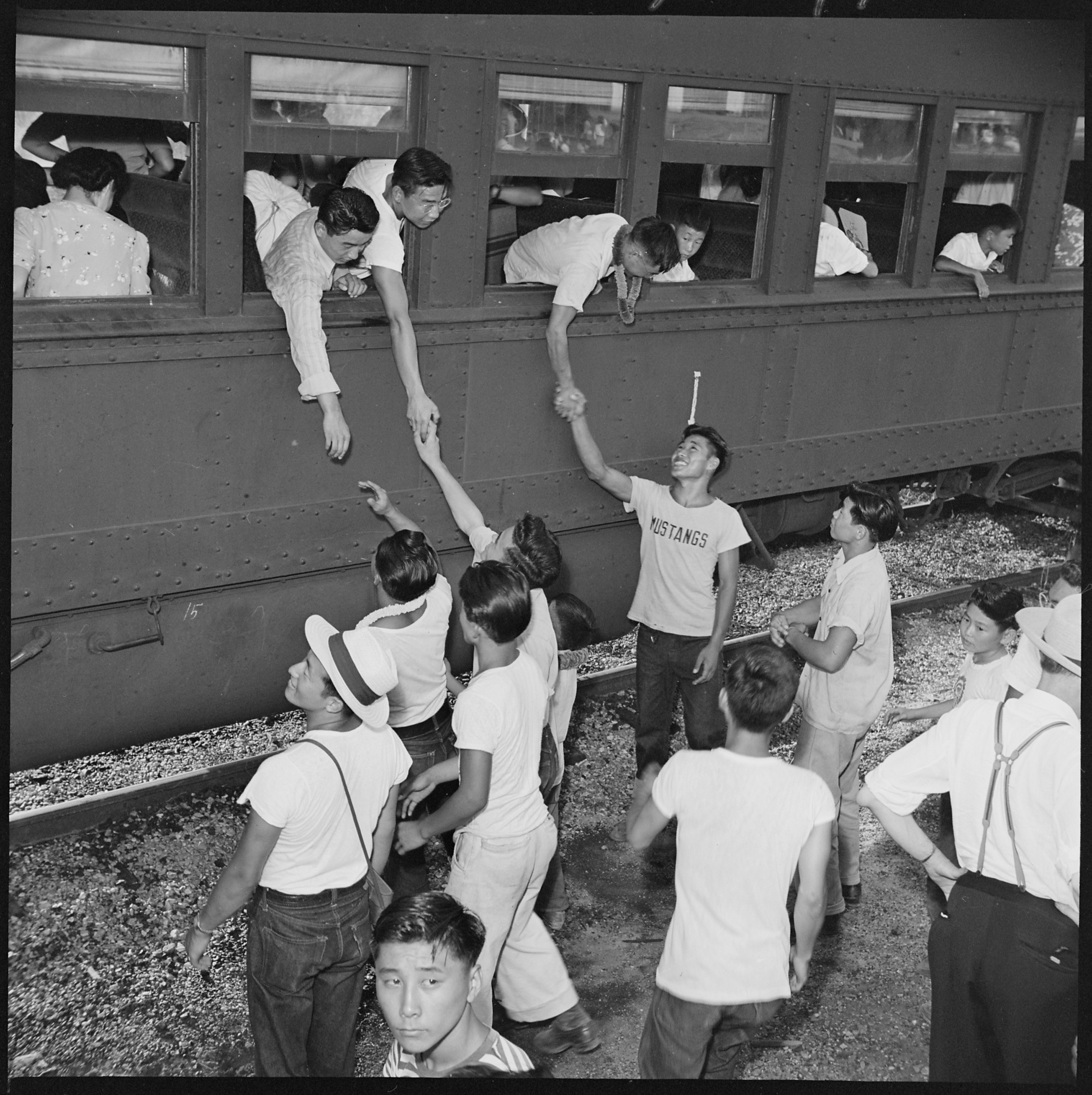
Zavírání Jerome Relocation Center, Denson, Arkansas
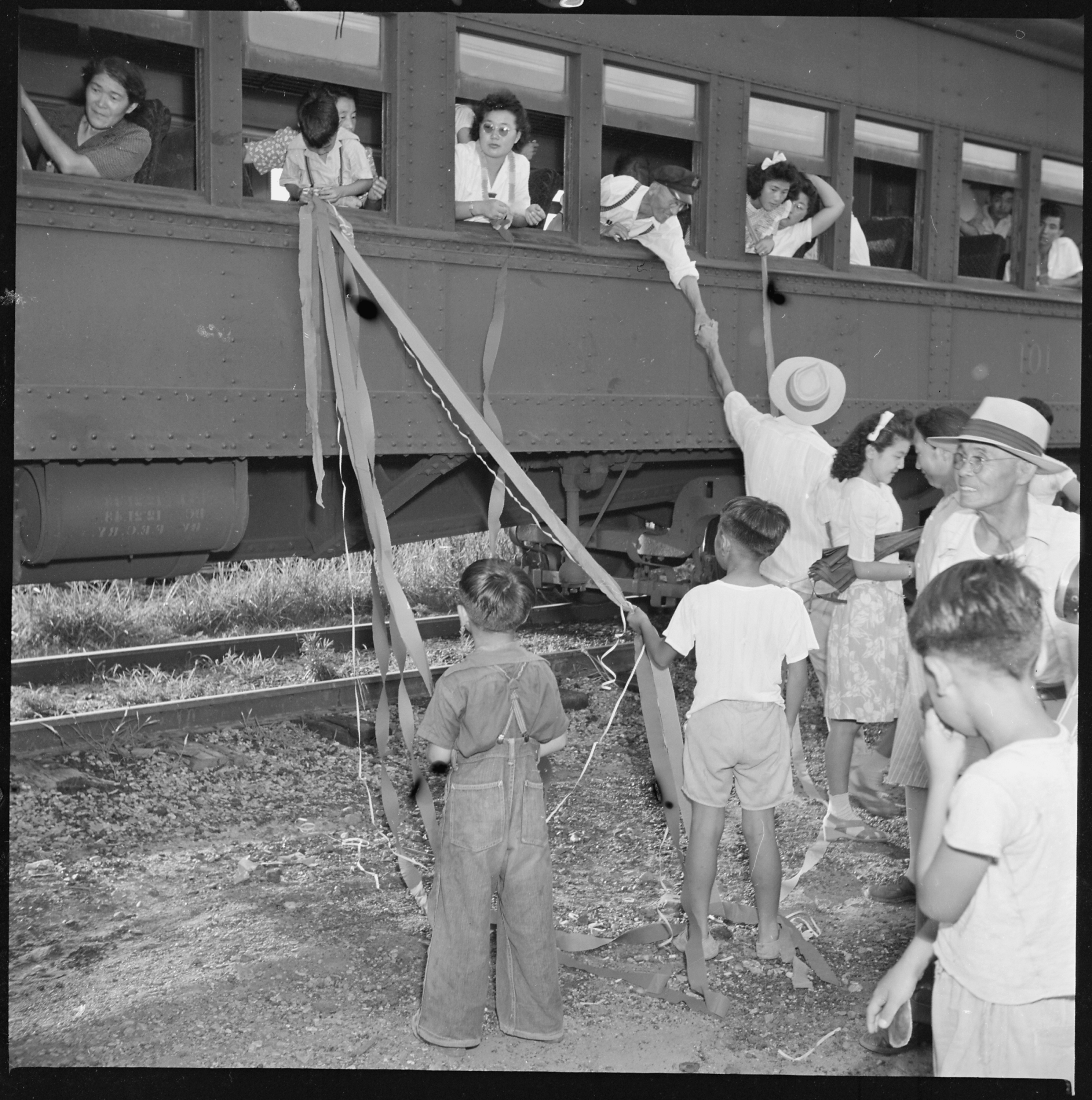
Zavírání Jerome Relocation Center, Denson, Arkansas
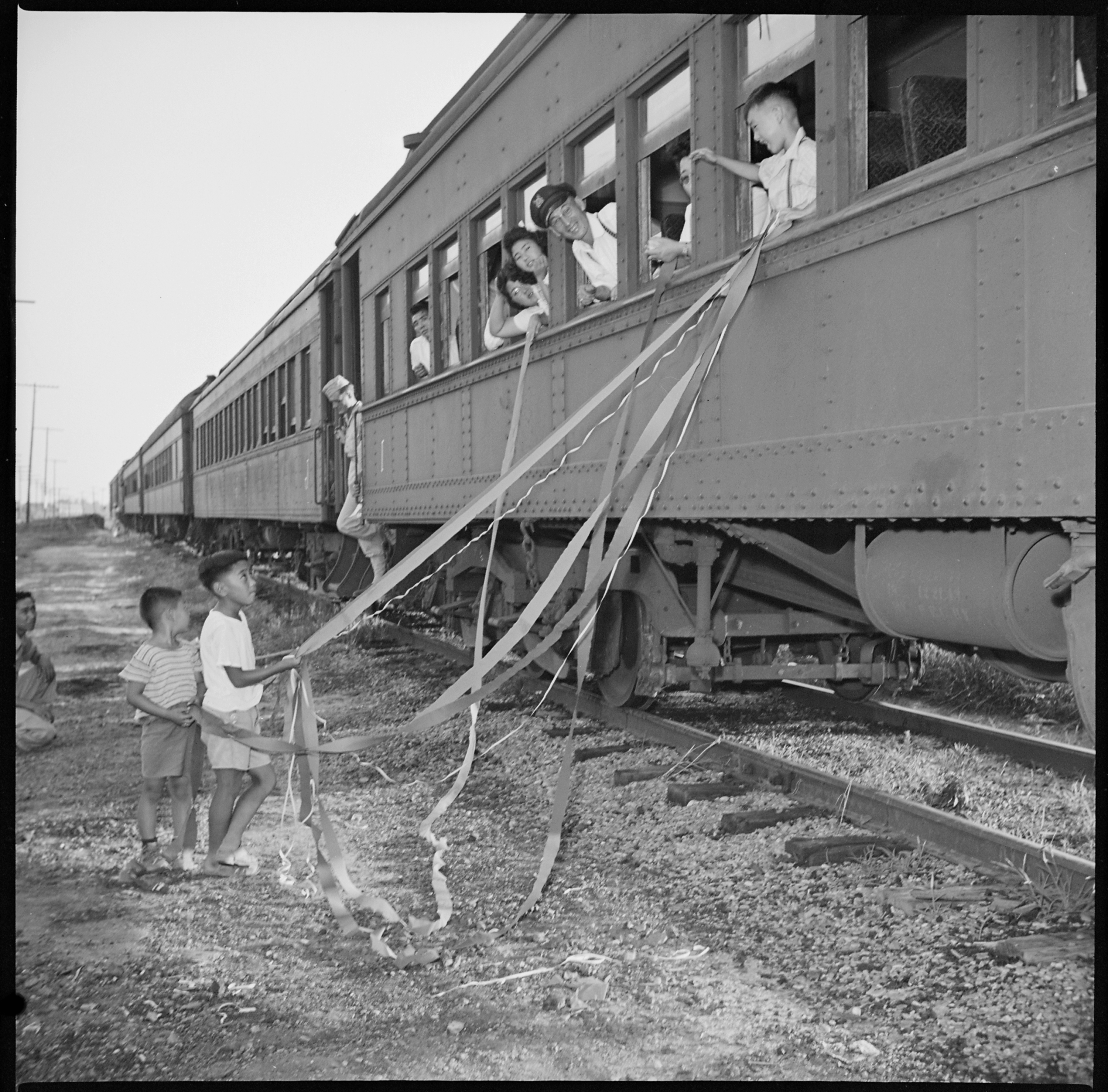
Zavírání Jerome Relocation Center, Denson, Arkansas
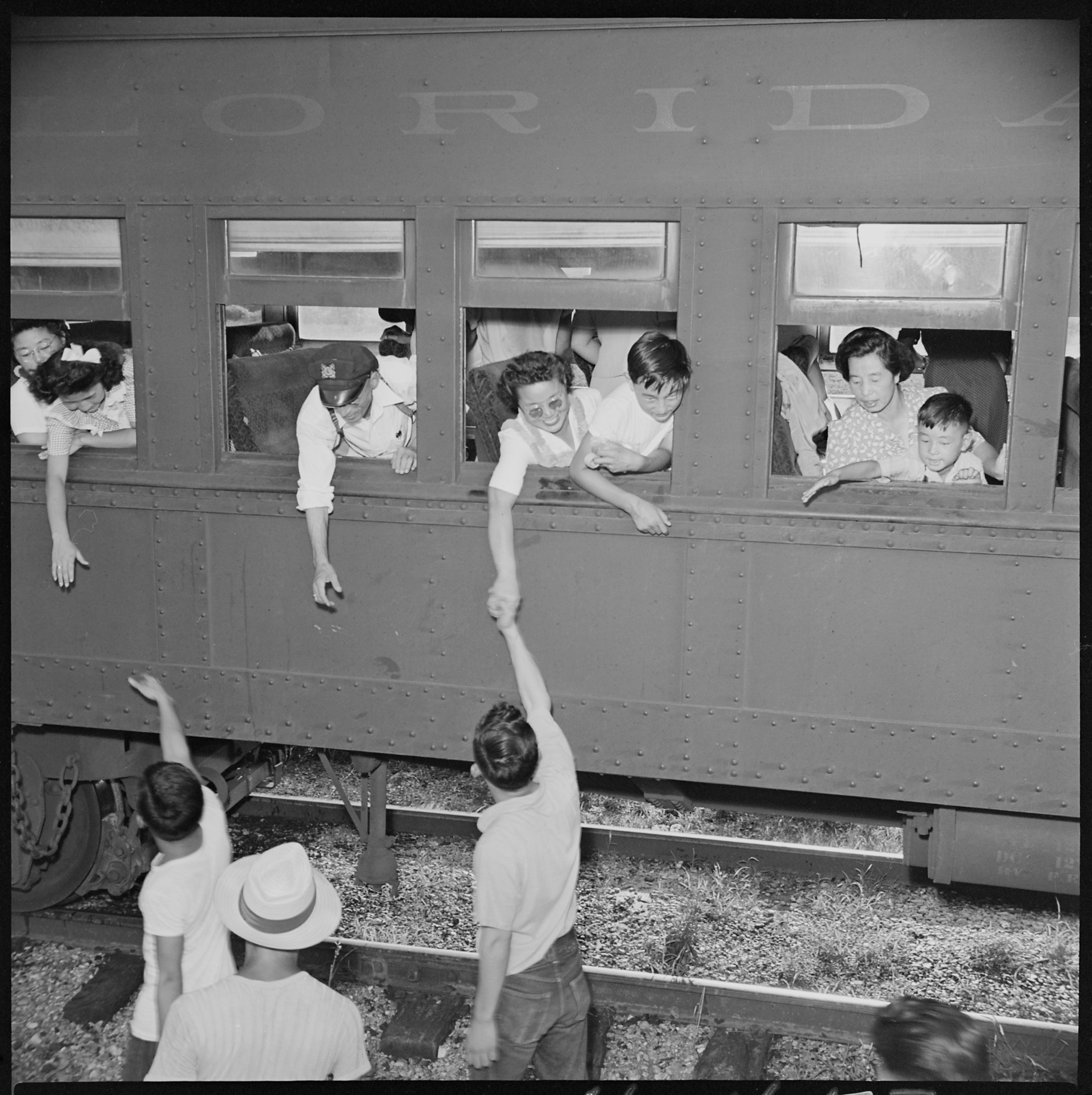
Zavírání Jerome Relocation Center, Denson, Arkansas